# Buthidae
Buthidae vormt de grootste familie binnen de orde der schorpioenen. Ze bestaan uit 96 geslachten, waarin 1230 soorten bevat zitten. Door nieuwe taxa worden er maandelijks nieuwe soorten beschreven.

## Kenmerken
De lichaamslengte van deze spinachtigen kan flink variëren. Zo zijn de kleinste soorten kleiner dan een centimeter, en de grootste soort (Parabuthus villosus) is met zo’n 18 cm de grootste soort in de Buthidae-familie.

## Leefwijze
Deze gevaarlijke schorpioenen beschikken over een zeer krachtig gif, dat verlammingsverschijnselen kan veroorzaken aan het hart en de ademhalingsspieren. Parabuthus granulatus geldt als de giftigste schorpioenensoort van zuidelijk Afrika.

## Verspreiding en leefgebied
Deze familie komt wereldwijd voor in warme gebieden, in rotsspleten, onder stenen en liggend hout.

## Geslachten
- Afghanobuthus
- Afroisometrus
- Akentrobuthus
- Alayotityus
- Ananteris
- Androctonus
- Anomalobuthus
- Apistobuthus
- Australobuthus
- Babycurus
- Baloorthochirus
- Birulatus
- Buthacus
- Butheoloides
- Butheolus
- Buthiscus
- Buthoscorpio
- Buthus
- Centruroides
- Charmus
- Cicileus
- Cicileiurus
- Compsobuthus
- Congobuthus
- Darchenia
- Egyptobuthus
- Grosphus
- Hemibuthus
- Hemilychas
- Himalayotityobuthus
- Hoplocystis
- Hottentotta
- Iranobuthus
- Isometrus
- Isometroides
- Karasbergia
- Kraepelinia
- Lanzatus
- Leiurus
- Liobuthus
- Lissothus
- Lychas
- Lychasoides
- Mauritanobuthus
- Mesobuthus
- Mesotityus
- Microananteris
- Microbuthus
- Microtityus
- Neobuthus
- Neogrosphus
- Odontobuthus
- Odonturus
- Orthochirus
- Orthochiroides
- Orthochirus
- Parabuthus
- Pectinibuthus
- Physoctonus
- Plesiobuthus
- Polisius
- Psammobuthus
- Pseudolissothus
- Pseudolychas
- Pseudouroplectes
- Razianus
- Rhopalurus
- Sabinebuthus
- Sassanidothus
- Somalibuthus
- Somalicharmus
- Thaicharmus
- Tityobuthus
- Tityopsis
- Tityus
- Troglorhopalurus
- Troglotityobuthus
- Uroplectes
- Uroplectoides
- Vachoniolus
- Vachonus
- Zabius